# Хоремхеб
Хоремхеб («Хор в празднестве») — древнеегипетский сановник и военачальник, впоследствии ставший фараоном Древнего Египта, правивший приблизительно в 1319—1292 годах до н. э., последний из XVIII династии (по мнению отдельных исследователей, его можно считать первым фараоном XIX династии), хотя не являлся наследником по происхождению. Он уничтожал культ Атона (атонизм), установленный фараоном Эхнатоном, и его столицу Ахетатон, узурпировал памятники своих предшественников Эйе и Тутанхамона. Не имея наследников, Хоремхеб передал власть своему сподвижнику визирю Парамесу, будущему Рамсесу I.

## Основные письменные источники
- Лейденские фрагменты — блоки с изображениями Хоремхеба и текстами, касающимися его карьеры при Эхнатоне.
- Александрийский текст из 11 строк повествует о поездке Хоремхеба на юг за данью для одного из преемников Эхнатона.
- Коронационный декрет — важнейший письменный источник времени Хоремхеба, повествующий о его юности, карьере при дворе, воцарении и первых годах правления.
- Эдикт Хоремхеба 1300 года до н. э. на пилоне Карнакского храма из 9 частей — уникальный памятник-стела, в тексте которого Хоремхеб выступает гарантом прав немху («сирот», то есть обездоленных), снижает их подати государству, провозглашает «устав защиты» воинства, устанавливает новый распорядок дворцовых служб. Задачей стояло пресечь деятельность коррумпированных чиновников, реформировать судебную систему. Продажным судьям отрезали носы и ссылали в Суэц.[2] Ужесточение закона для злоупотребляющих властью, обкрадывающих крестьян под предлогом сбора налогов сводилось к наказанию 100 ударами плетьми или отрезанию носа. Если судья вступал в сговор со сборщиком налогов, его казнили[3].

## Происхождение
Хоремхеб происходит из рода номархов города Ха-ниса (Хутнисут; то есть «Дом царя»), главного города 18-го нома Верхнего Египта. Город Ха-ниса в памятниках называется также Ха-бенну («Город Феникса»); это Гиппонон греческих писателей, Алебастрополь географа Птолемея. В честь местного бога Хора, «владыки Хутнисут», будущий фараон получил имя Хор-ем-хеб (букв. «Хор в празднестве»), ему же он приписывал своё возвышение. Родители Хоремхеба неизвестны, они нигде не названы.
У Хоремхеба было две жены:
- Амени. Умерла ещё до того как Хоремхеб стал фараоном, видимо в начале правления Тутанхамона. В мемфисской гробнице Хоремхеба, где она похоронена[4], на рельефах подчёркивается её высокое общественное положение.
- Мутнеджмет. Возможно, младшая сестра Нефертити — Мутбенрет[5] или дочь Эйе, хотя она не носила титул «Дочь фараона», что ставит под сомнение версию о её родстве с ним[6][7]. Умерла при родах на 13-м году правления Хоремхеба[6] и похоронена в мемфисской неиспользованной гробнице Хоремхеба рядом с мумией недоношенного ребёнка и Амени. Исследование мумии показало, что Мутнеджмет рожала не единожды, но сведений о детях фараона Хоремхеба нет — они нигде не упоминаются[4].

## Приход к власти

### В правление Эхнатона
Считается, Хоремхеб в правление фараона Аменхотепа III начал свою военную карьеру и в царствование Эхнатона уже занимал ряд административных и военных должностей. Возможно, Хоремхеб фигурирует в документах амарнского периода как Паатонемхеб («Атон, присутствующий на празднике»). Это имя, засвидетельствованное в KV24 в Ахетатоне, по мнению ряда историков, было новым именем Хоремхеба, принятым им в угоду культа Атона, проповедуемому Эхнатоном.

### В правление Тутанхамона
При Тутанхамоне он занял высокий военный пост, командуя войсками во время азиатского похода. Возможно, в этот период вся реальная власть находилась в его руках. На стенах своей гробницы в Саккаре, строительство которой закончено ещё в его бытность чиновником, Хоремхеб величает себя «величайшим из великих, могущественнейшим из могущественных, великим повелителем народа… избранником царя, главенствующим над Обеими Странами (то есть Нижним и Верхним Египтом) в управлении, военачальником над военачальниками Двух Стран». Его политическое влияние в это время было значительным, при том нужно учесть, что звание «повелителя» (дословно «того, кто при подданных») свойственно престолонаследникам и могущественнейшим временщикам.

### После смерти Тутанхамона
Принято считать, что после смерти Тутанхамона вдовствующей царице Анхесенамон, известной по Богазкёйскому архиву под именем Дахамунцу, поступало предложение вступить в брак от некоего подданного. Гордая дочь фараона посчитала оскорбительным для себя вступать в неравный брак и написала просьбу хеттскому правителю Суппилулиуме I прислать ей в мужья одного из сыновей. Доведённые до военного противостояния отношения между Хеттским царством и Египтом ухудшились гибелью на границе жениха царицы принца Заннанзы. Учёные спорят о данном противоречивом событии в древней ближневосточной истории, выискивая мотивы и виновных в дипломатическом скандале. Как считают некоторые египтологи, убийство Заннанзы могло быть делом рук тех сил, которым «было невыгодно укрепление власти Анхесенпаамун, и прежде всего Эйе, а также полководцу Хоремхебу, руководившему борьбой Египта с хеттской экспансией в Сирии в годы царствования Тутанхамуна». Суппилулиума I обвинил в убийстве сына египтян, высказавшись иносказательно — «сокол разорвал маленького цыплёнка». В этом выражении ряд учёных видят намёк на виновность Хоремхеба, в имени которого содержится имя сокологолового бога Гора.
Отсутствие воевавшего с хеттами Хоремхеба дали возможность визирю Эйе жениться на Анхесенамон и стать фараоном через этот брак. Имеются предположения, что своим наследником Эйе выбрал своего родного или приёмного сына Нахтмина, который носил титулы rpat (цесаревич) и zA nzw (сын фараона).
После 4-летнего правления Эйе Хоремхеб, опираясь на армию, занял трон фараонов, в чём ему могло помогать жречество бога Амона, желавшее восстановить своё влияние. Став у власти, Хоремхеб пишет, что «сердце… бога… пожелало возвести своего сына на свой вечный престол и поэтому бог проследовал с ликованием в Фивы… со своим сыном в объятиях… чтобы привести его к Амону, чтобы облечь его в сан царя». Он уничтожал следы присутствия Эйе, узурпировал его заупокойный храм в Мединет-Абу, затирал картуши Эйе, ставя поверх своё имя.
Чтобы упрочить своё положение, Хоремхеб женился на Мутнеджмет, которую некоторые историки называют младшей сестрой Нефертити — Мутбенрет. Другие учёные придерживаются взгляда, что Мутнеджмет не идентична Мутбенрет, а брак с Мутнеджмет не повлиял бы на легитимность Хоремхеба, поскольку женщина не царских кровей. Возможно, она была дочерью Эйе.

## Правление

### Религиозные преобразования
Хоремхеб преследовал сторонников атонизма, стирая из памяти свидетельства правления фараона-еретика Эхнатона и возведённую новую столицу Ахетатон. Талататы городских дворцов и храмов пошли на строительство 2, 9 и 10 пилонов в гипостильном зале Карнакского храма.
Несмотря на возвращение к почитанию в качестве главного бога Амона, Хоремхеб пресёк попытку жречества завладеть полнотой власти — фараон назначил главными жрецами своих сподвижников, вышедших из армии, и мог положиться на них.
Хоремхеб называет фараона Тутмоса III «отцом своих отцов», а себя — непосредственным преемником Аменхотепа III, исключив прочих фараонов, а годы их правления причислил к своему царствованию. На 8 году правления Хоремхеб поручил архитектору Майа восстановить гробницу Тутмоса IV, потревоженную грабителями в смутные времена. Этим он стремился подчеркнуть свою непосредственную связь с фараонами XVIII династии.

«Он возобновил жилища богов от мелких вод болотистой страны Нату (болота около Средиземного моря, прилегающие к Мендезийскому устью) до самой Нубии. Он приказал изваять все их изображения, каждое из них по образу, какое оно было прежде. И радовался солнечный бог Ра, взирая, что возобновилось то, что было разрушено в предыдущее время. Он посещал города богов, лежавшие в развалинах в этой стране, и велел их восстановить в таком виде, как они были от начала всех вещей. Он позаботился об их ежедневных жертвенных празднествах и о всей храмовой посуде, сделанной из золота и серебра. Он снабдил их храмы святыми людьми (то есть жрецами) и певцами и лучшей охранной стражей, он подарил им пахотной земли и скота и снабдил их всякой утварью нужной им»

Для последующих поколений Хоремхеб стал первым законным царём после Аменхотепа III. Ахетатон, с его великолепными дворцами, виллами и храмами, был по приказанию Хоремхеба разрушен. Святилища Атона снесли. Гробницу Эйе разорили и стёрли имена его и его жены. Так же поступили и с гробницами приближенных Эйе и Тутанхамона. Почему гробница Тутанхамона осталась нетронутой — это остается загадкой.

### Внутренняя политика
Хоремхеб провёл ряд преобразований в армии, разграничил юридические обязанности Верхнего и Нижнего Египтов между визирями Фив и Мемфиса. Об этом свидетельствует запись на Карнакском храме у подножия десятого пилона, а также вблизи Абидоса. Великий эдикт Хоремхеба регулировал злоупотребление властью, выросшей за годы нестабильности (отрезание носов, ссылка в пограничную пустынную крепость Джару (Чару), смертная казнь). Защита среднего служилого слоя, и особенно воинов, объявляется постоянной заботой фараона, а их материальное обеспечение гарантируется всем достоянием дворца и его житницы.
Хоремхеб реорганизовал податную систему, принял меры против мародёрства воинов и взяточничества чиновников. При царском дворе по-прежнему многие высшие должности занимают выходцы из среды мелкого и среднего служилого люда, чиновники, не связанные со старой потомственной знатью, местом сосредоточения которой, как и раньше, являлись Фивы. Но египетские цари пореформенного времени не склонны были подолгу задерживаться в Фивах. Уже двор Тутанхамона пребывал в основном на севере, в Мемфисе. Сразу же после коронации на север отправился и Хоремхеб.

#### Строительная деятельность
Заинтересованный в поддержке фиванского жречества и стоящих за ним кругов, Хоремхеб в честь Амона продолжил строительство, так называемого Гипостильного зала, перед Карнакским храмом. Там он пристроил к центральному проходу, возведенному, видимо, Аменхотепом III, боковые части, покоящиеся на 126 колоннах высотой 13 м и поставленных в 7 рядов с каждой стороны среднего прохода.
Хоремхеб присвоил себе комплекс поминального храма Эйе в Мединет-Абу на противоположном от Карнака берегу Нила и предназначавшийся первоначально для Тутанхамона. Он достроил и расширил его, заменив титулатуру Эйе своей на колоссальной 5,5 м статуе в этом храме.

### Внешняя политика
При Хоремхебе была сформирована армия, которую фараон разделил на две части соответственно двум главным направлениям военной экспансии Египта: «одна в южной области, а другая в северной части». По-видимому, Хоремхеб достиг значительных военных успехов, хотя сведений о его войнах сохранилось очень немного.

#### Поход в Нубию
При нём была предпринята военная экспедиция в Нубию, увековеченная на стене полускального храма в каменоломнях Гебель эс-Сильсила, где изображены нубийские пленные, и победное шествие египетской армии при возвращении домой.
На первом рельефе изображён стоящий фараон, держащий на плече боевую секиру. Он принимает от Амона-Ра символ божественной жизни; ему даётся, кроме того, власть подчинить себе север и победить юг. Внизу лежат нубийцы, одни повергнутые на землю, другие простирающие с мольбой руки свои к египтянину, ведущему их, — который, судя по боковой надписи, упрекает их, что они замкнули сердце своё мудрости и что они не слышали, когда им сообщали: «смотри, вон лев, который вторгся в землю Куш».
В другой картине победоносного фараона несут на царских носилках; его окружают носители опахала. Впереди очищают путь для процессии служители; сзади фараона идут воины, ведущие пленных неприятельских вождей; другие вооруженные лица с щитами на плечах двигаются строем, имея во главе трубача. Толпа египетских жрецов и сановников принимает царя, выражая ему свою преданность. Надпись иероглифами так говорит об этом изображении:

«Божественный благодетель возвращается домой, подчинив себе князей всех стран. Лук в руке его, как будто он был господином Фив (тут имеется в виду бог войны Монту). Сильный, славный царь ведёт с собой князей презренной земли Куш. Царь возвращается из Нубии с добычей, взятой им в бою, как приказано ему отцом его Амоном».

Тут же приведена песнь бедных пленных негров:
Слава тебе, царю египетскому, 
 Солнце чужеземцев. 
 Имя твоё велико в земле Куш, 
 где твой военный клич проник в жилища людей. 
 Могуча твоя сила, 
 милосердный властелин; 
 она покрывает стыдом народы. 
 Фараон, жизнь, счастье и здоровье ему, 
 Он есть светящее солнце.

#### Военные действия в Сирии
Хоремхеб совершил также поход в Сирию. Изображения и надписи на IX пилоне Карнакского храма повествуют о захвате множества пленных и богатой добычи. В списках побежденных городов и стран значатся наряду с Пеллой (Пихил), Кадешем, Катной, Тунипом, также северо-сирийский Угарит и, наконец, само царство Хатти и страна Арцава. Даже князья Хауинебу (эгейских островов) изображены покорными фараону. Считать перечисление этих названий в списках побежденных городов пустой похвальбой затруднительно, потому что Арцава, например, отсутствует в списках, дошедших до нас от более ранних царствований.
Как бы то ни было, закрепить свои успехи на севере фараон был не в силах, и он заключил с хеттским царём мир на равных условиях с признанием status quo.

#### Плавание в Пунт
Хоремхеб посылал также экспедицию в Пунт. Сохранились изображения в Карнакском храме на которых князья этой земли являются перед фараоном, передавая ему многочисленные тяжёлые мешки, наполненные золотом. Они говорят ему: «Слава тебе, царю Египта, солнцу девяти чужеземных народов. [Клянемся] именем твоим! Мы не знали Египта. Отцы наши никогда не были в нём. Даруй нам свободу от руки твоей, мы будем тебе подданными».

## Продолжительность правления
Продолжительность правления Хоремхеба — предмет дискуссий среди учёных. Манефон отводит в своём списке, царю завершающему собой XVIII династию, период правления в 4 года и 1 месяц, но, вероятно, тут себеннитский историк (или писатели цитирующие его, так как сам труд Манефона не сохранился) путает Хоремхеба с предыдущим фараоном Эйе, продолжительность правления которого и правда было около 4 лет. Хотя в пользу непродолжительного времени правления Хоремхеба может служить его гробница (KV57). Создаётся впечатление, что гробница не была завершена, так как видны различные стадии нанесения рисунка, а кое-где исправления главного художника. Фараон стоящий предпоследним в манефоновском списке царей XVIII династии, носит имя Ἀχερρῆς и имеет продолжительность правления 12 лет и 3 месяца. Разумно предположить, что тут перепутаны местами годы правлений Хоремхеба и Эйе и, что 12 лет и 3 месяца более подходит Хоремхебу, чем Эйе. Однако Манефон, писавший свой труд тысячу лет спустя, сам толком не знал имена и порядок следования фараонов постамарнского периода из-за повсеместного их уничтожения из памятников в последующее время.
Позднейший достоверно известный год царствования Хоремхеба — 8-й. Хотя сохранилась пара печатей от винных сосудов, помеченных вроде как 13-м и даже 14-м годами его правления, найденные в его гробнице в Долине царей.
Также существует один, почти современный ему памятник, а именно — надпись некого Меса, восходящая к эпохе Рамсеса II. В этой надписи на своей гробнице в Саккара Мес увековечил все перипетии долгого семейного процесса о земельном наделе, который был предоставлен одному из предков Меса ещё в эпоху Яхмоса I. Один из судебных актов в этом деле датирован 59-м годом правления Хоремхеба, что создало затруднительную ситуацию для современных египтологов. Хоремхеб, который начал свою карьеру ещё при Эхнатоне, вряд ли мог быть таким долгожителем. Видимо, из данной длительности правления Хоремхеба следует вычесть 31 (или 32) год, на протяжении которых правили четверо предшественников этого фараона (17 лет — Эхнатон, 1-2 года — Сменхкара, 9 лет — Тутанхамон и 4 года — Эйе), то есть время правления так называемых еретичных царей, память о которых впоследствии уничтожалась. Таким образом, сам фараон Хоремхеб правил 27 или 28 лет. Эта догадка подтверждается и тем, что сохранилось анонимное граффити относящееся к «9 дню, первого месяца сезона шему, 27 года Хоремхеба, любящего Амона и ненавидящего врагов его». Это надпись, нацарапанная на плече теперь фрагментированной статуи происходящей из его поминального храма в Карнаке, опровергает теории некоторых исследователей о том, что Хоремхеб правил недолго и по этой причине не смог закончить работу над своей гробницей.
Также обширные строительные объекты Хоремхеба в Карнаке поддерживают теорию продолжительного нахождения у власти этого фараона. Огромное количество не датированных частных памятников явно относящихся к XVIII династии должно быть отнесено к его правлению. На основании всего вышесказанного большинство историков сходятся во мнении, что правление Хоремхеба было не менее 27 лет.

### Итоги правления
Именно Хоремхебом заложены предпосылки для нового возвышения Египта. Он вновь усилил Египет после временного упадка в амарнский период. Фараоны XIX династии считали Хоремхеба её основателем и чтили его память. Возможно, это и стало причиной сооружения ряда гробниц, в частности, захоронения сестры Рамсеса II Тии, в районе Саккары, где находилась и первая усыпальница Хоремхеба. Память о Хоремхебе, очевидно, сохранил и народ: считается, что прототипом лирического героя Мехи Хоремхеба, известного из любовной поэзии конца Нового царства, был сам фараон.

## Гробницы
В связи с неожиданным взлётом карьеры Хоремхеб построил себе две гробницы. Первая — в Саккара близ Мемфиса, выполненная для Хоремхеба до его воцарения, стала местом погребения его жён. Многие рельефы из гробницы выставлены сегодня в Лейденском музее. Во второй царской усыпальнице Хоремхеба в Долине царей (KV57) стенные росписи остались незавершёнными.

Гробница найдена Теодором М. Дэвисом в начале XX века в плохом состоянии — разграбленная, покосившаяся из-за сместившихся пород за века. Крышка саркофага была сдвинута и разбита грабителями.

## Имя
| G5 |

| G5 |

| E1 · D40 | M44 | S29 | Aa1 · D21 | Y1 · Z2 |

| E1 · D40 | M44 | S29 | Aa1 · D21 | Y1 · Z2 |

| G16 |

| G16 |

| G36 · D21 | U16 · X1 · Z2ss | G17 | M17 | Q3 · X1 | Q1 | Q1 | Q1 |

| G36 · D21 | U16 · X1 · Z2ss | G17 | M17 | Q3 · X1 | Q1 | Q1 | Q1 |

| G8 |

| G8 |

| O4 · D21 · Y1 | D2 · Z1 | C10 | S29 | L1 · N19 |

| O4 · D21 · Y1 | D2 · Z1 | C10 | S29 | L1 · N19 |

| nswt&bity |

| nswt&bity |

| ra · Dsr | xpr · Z2 | stp · n | N5 |

| ra · Dsr | xpr · Z2 | stp · n | N5 |

| ra · Dsr | xpr · Z2 | stp · n | N5 |

| ra · Dsr | xpr · Z2 | stp · n | N5 |

| ra · Dsr | xpr · Z2 | stp · n | N5 |

| ra · Dsr | xpr · Z2 | stp · n | N5 |

| ra · Dsr | xpr · Z2 | stp · n | N5 |

| ra · Dsr | xpr · Z2 | stp · n | N5 |

| N5 · D45 | S38 | L1 | H6 | Z2ss · N5 · U21 · N35 |

| N5 · D45 | S38 | L1 | H6 | Z2ss · N5 · U21 · N35 |

| N5 · D45 | S38 | L1 | H6 | Z2ss · N5 · U21 · N35 |

| N5 · D45 | S38 | L1 | H6 | Z2ss · N5 · U21 · N35 |

| N5 · D45 | S38 | L1 | H6 | Z2ss · N5 · U21 · N35 |

| N5 · D45 | S38 | L1 | H6 | Z2ss · N5 · U21 · N35 |

| N5 · D45 | S38 | L1 | H6 | Z2ss · N5 · U21 · N35 |

| N5 · D45 | S38 | L1 | H6 | Z2ss · N5 · U21 · N35 |

| G39 | N5 |

| G39 | N5 |

| G5 | Aa15 · W3 | A42 |

| G5 | Aa15 · W3 | A42 |

| G5 | Aa15 · W3 | A42 |

| G5 | Aa15 · W3 | A42 |

| G5 | Aa15 · W3 | A42 |

| G5 | Aa15 · W3 | A42 |

| G5 | Aa15 · W3 | A42 |

| G5 | Aa15 · W3 | A42 |

| M17 | Y5 · N35 · U7 | G5 | S3 | Aa15 · W3 |

| M17 | Y5 · N35 · U7 | G5 | S3 | Aa15 · W3 |

| M17 | Y5 · N35 · U7 | G5 | S3 | Aa15 · W3 |

| M17 | Y5 · N35 · U7 | G5 | S3 | Aa15 · W3 |

| M17 | Y5 · N35 · U7 | G5 | S3 | Aa15 · W3 |

| M17 | Y5 · N35 · U7 | G5 | S3 | Aa15 · W3 |

| M17 | Y5 · N35 · U7 | G5 | S3 | Aa15 · W3 |

| M17 | Y5 · N35 · U7 | G5 | S3 | Aa15 · W3 |

| M17 | Y5 · N35 · U7 | G5 | N35 · Aa15 · W3 |

| M17 | Y5 · N35 · U7 | G5 | N35 · Aa15 · W3 |

| M17 | Y5 · N35 · U7 | G5 | N35 · Aa15 · W3 |

| M17 | Y5 · N35 · U7 | G5 | N35 · Aa15 · W3 |

| M17 | Y5 · N35 · U7 | G5 | N35 · Aa15 · W3 |

| M17 | Y5 · N35 · U7 | G5 | N35 · Aa15 · W3 |

| M17 | Y5 · N35 · U7 | G5 | N35 · Aa15 · W3 |

| M17 | Y5 · N35 · U7 | G5 | N35 · Aa15 · W3 |

| M17 | Y5 · N35 | U7 · N35 | G5 | Aa15 · W3 |

| M17 | Y5 · N35 | U7 · N35 | G5 | Aa15 · W3 |

| M17 | Y5 · N35 | U7 · N35 | G5 | Aa15 · W3 |

| M17 | Y5 · N35 | U7 · N35 | G5 | Aa15 · W3 |

| M17 | Y5 · N35 | U7 · N35 | G5 | Aa15 · W3 |

| M17 | Y5 · N35 | U7 · N35 | G5 | Aa15 · W3 |

| M17 | Y5 · N35 | U7 · N35 | G5 | Aa15 · W3 |

| M17 | Y5 · N35 | U7 · N35 | G5 | Aa15 · W3 |

| M17 | Y5 · N35 | G5 | G17 | W3 · N5 | U7 · N35 |

| M17 | Y5 · N35 | G5 | G17 | W3 · N5 | U7 · N35 |

| M17 | Y5 · N35 | G5 | G17 | W3 · N5 | U7 · N35 |

| M17 | Y5 · N35 | G5 | G17 | W3 · N5 | U7 · N35 |

| M17 | Y5 · N35 | G5 | G17 | W3 · N5 | U7 · N35 |

| M17 | Y5 · N35 | G5 | G17 | W3 · N5 | U7 · N35 |

| M17 | Y5 · N35 | G5 | G17 | W3 · N5 | U7 · N35 |

| M17 | Y5 · N35 | G5 | G17 | W3 · N5 | U7 · N35 |

| V10A | G5 | G7 | G17 | W3 · N5 | G7 | V11A |

| V10A | G5 | G7 | G17 | W3 · N5 | G7 | V11A |

## Культурное влияние

### Художественная литература
- Перипетии перехода власти от Эхнатона до Хоремхеба описаны в трилогии Жеральда Мессадье[фр.] «Бури на Ниле»,
- Также в романах Сергея Шаповалова «Ликующий на небосклоне» и «Живущий правдой»;
- 2010 — второстепенный персонаж книги Мишель Моран «Нефертити»,
- 2011 — в книге Ника Дрейка «Тутанхамон. Книга теней»,

### Кинематограф
- 1954 — в художественном фильме «Египтянин» по мотивам романа Мики Валтари «Синухе, египтянин» роль Хоремхеба исполнил Виктор Мэтьюр.
- 1994 — в художественном фильме «Нефертити» роль Хоремхеба исполнил Гийом Акор.
- 2015 — канадо-американский мини-сериал из шести эпизодов «Тут» частично основан на жизни египетского фараона Тутанхамона. Роль генерала Хоремхеба исполнил Нонсо Анози.